# Notolabrus cinctus
Notolabrus cinctus е вид лъчеперка от семейство Labridae.

## Разпространение
Видът е разпространен в Нова Зеландия.